# Frederik Vesti
Frederik Vesti Stamm (Vejle, 13 de janeiro de 2002), é um automobilista dinamarquês que atualmente é membro da Mercedes Junior Team e piloto reserva da equipe de Fórmula 1 da Mercedes, e compete na IMSA SportsCar Championship em 2025 pela equipe Whelen Cadillac Racing. Em 2019, Vesti se tornou o primeiro campeão do Campeonato de Fórmula Regional Europeia. Ele foi vice-campeão do Campeonato de Fórmula 2 da FIA em 2023.

## Carreira

### Kart
Em 2012, quando tinha dez anos, Vesti se iniciou no kart. Ele venceu muitas competições de kart dinamarquesas, incluindo o campeonato dinamarquês em 2014 na categoria KFJ. Ele esteve na edição de 2015 do Campeonato Mundial de Kart, onde terminou em 69º. Vesti seguiu competindo no kart até 2016.

### Fórmula 4
Após competir na Fórmula Ford dinamarquesa e ser o quarto colocado, Vesti participou de dois campeonatos de Fórmula 4 em 2017: o dinamarquês e o alemão, além de ter feito uma rodada da F4 estadunidense, na qual somou um ponto. Apesar de ter faltado em duas rodadas da F4 Dinamarquesa, Vesti fez uma excelente campanha, estando no pódio em todas as corridas que disputou. Ele venceu oito vezes e foi o vice-campeão com 320 pontos, estando atrás de Daniel Lundgaard por 48 pontos, mas seus resultados ajudaram sua equipe, a Vesti Motorsport, a ser campeã de construtores.
Já na ADAC Fórmula 4, ele competiu por dois anos. Na temporada de 2017, ele correu pela Van Amersfoort Racing ao lado do brasileiro Felipe Drugovich, do britânico Louis Gachot, e também do canadense Kami Laliberté e do russo Artem Petrov por algumas rodadas. Vesti só venceu na corrida 3 da rodada 2 de Oschersleben, fazendo mais um segundo lugar em Lausitzring e um terceiro lugar em Sachsenring. Isso rendeu 113 pontos a Vesti, que foi o sétimo colocado. Dentre seus companheiros de equipe, Vesti só não superou Drugovich, que foi o terceiro e fez mais que o dobro de pontos do dinamarquês.
Vesti seguiu na Van Amersfoort em 2018, tendo como companheiros o belga Charles Weerts, o alemão Lucas Alecco Roy, o neerlandês Joey Alders e o neozelandês Liam Lawson. Dessa vez, Vesti conseguiu vencer duas vezes e fazer mais seis pódios, mas ainda assim, ficou longe do título, sendo o quarto colocado, com 211 pontos, enquanto seu companheiro Lawson foi o vice-campeão, fazendo 23 pontos a mais que ele.
Vesti também participou da rodada de Paul Ricard da Fórmula 4 Italiana em 2018 com a Van Amersfoort, na qual ficou em segundo na corrida 1 e venceu as corridas 2 e 3, o que lhe rendeu 68 pontos e o décimo lugar geral.

### Fórmula Regional Europeia
Vesti participou da temporada inaugural do Campeonato de Fórmula Regional Europeia com a equipe Prema Powerteam, sendo colega do brasileiro Enzo Fittipaldi e do britânico Olli Caldwell. Vesti foi dominante, somando 10 poles, 9 voltas mais rápidas, 13 vitórias, 467 pontos e estando no pódio em 20 das 23 corridas da temporada. Em oito dessas vitórias, ele fez dobradinha com Fittipaldi, que foi o vice, com 141 pontos a menos que Vesti. O dinamarquês se sagrou campeão faltando 2 corridas para o fim da temporada.

### Fórmula 3

#### F3 Europeia
Ainda em 2018, Vesti fez uma aparição na décima rodada do Campeonato Europeu da Fórmula 3 da FIA. Correndo com a Van Amersfoort Racing, ele teve um décimo lugar na corrida 1 como melhor resultado, mas não pontuou por ser um piloto convidado.

#### Grande Prêmio de Macau
Vesti participou das edições de 2018 e de 2019 do Grande Prêmio de Macau. Na primeira, ele terminou em 15º, e na segunda, ele foi o décimo colocado.

#### F3 FIA
Em 2 de janeiro de 2020, foi anunciado que Vesti havia sido contratado pela equipe Prema Racing para a disputa da temporada de 2020 do Campeonato de Fórmula 3 da FIA. Seus companheiros de equipe foram o estadunidense Logan Sargeant e o australiano Oscar Piastri. Vesti venceu três vezes: na Áustria, Monza e Mugello, e ainda conseguiu um segundo lugar na Bélgica, chegando a brigar pelo título com seus companheiros de equipe e com o francês da ART Théo Pourchaire, mas por 0,5 ponto, ficou fora da disputa pelo campeonato mesmo vencendo a penúltima prova, sendo prejudicado por ter abandonado três corridas, incluindo a rodada dupla de Hungaroring.

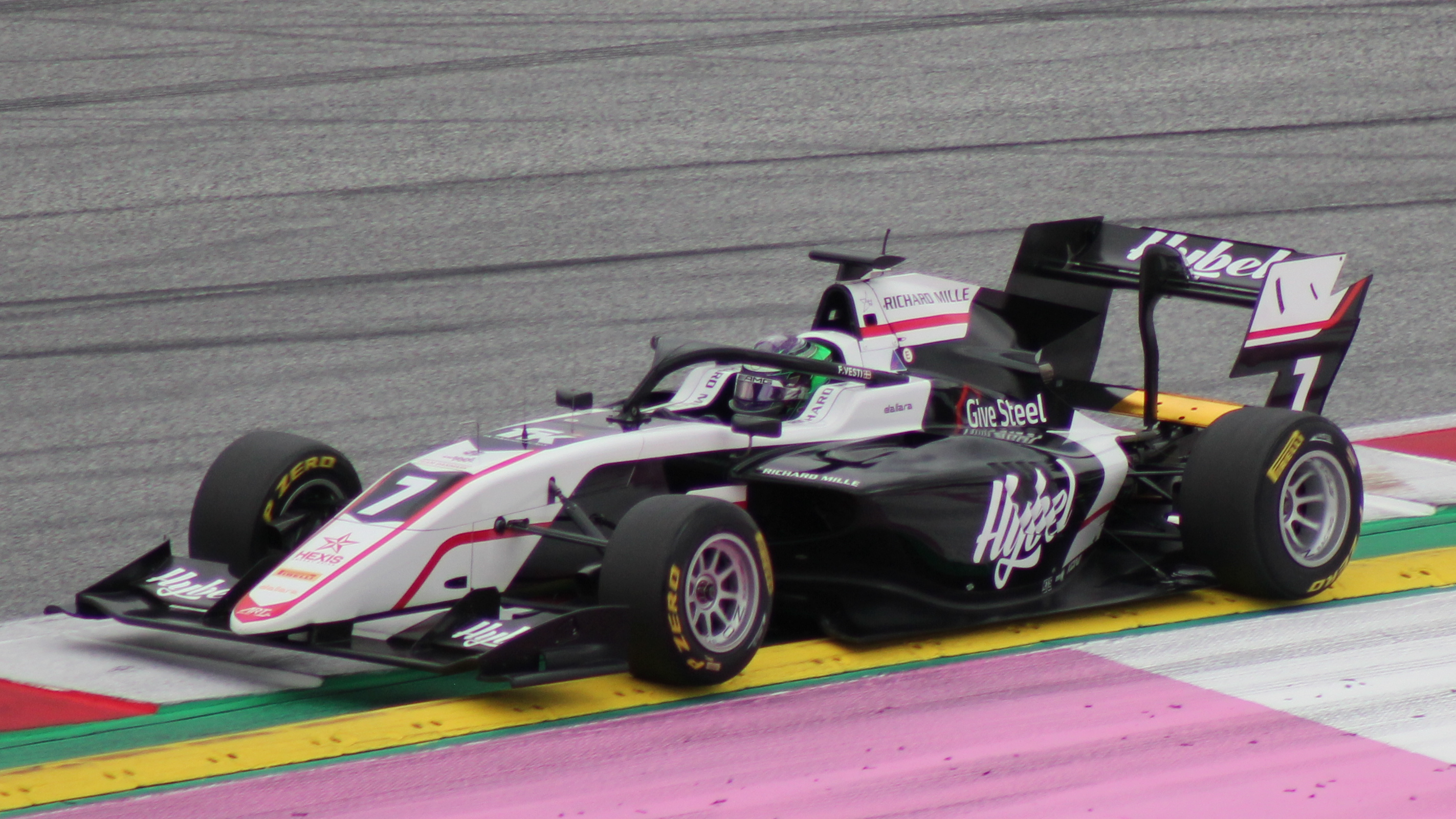
Vesti guiando o ART nº 7 no GP de Spielberg de 2021

Assim, Vesti encerrou 2020 em quarto lugar, com 146,5, ficando 13,5 pontos atrás de Sargeant, que foi o terceiro colocado por ter abandonado a última corrida, 14,5 pontos atrás de Pourchaire, o vice, e 17,5 pontos atrás de Piastri, o campeão da temporada.
Para a disputa da temporada de 2021, ele se transferiu para a ART Grand Prix, correndo com o russo Alexander Smolyar e com o americano Juan Manuel Correa. Vesti só teve uma vitória na corrida 3 da etapa de Spielberg, somando mais quatro pódios e uma pole em Le Castellet. Com isso, Vesti foi o quarto colocado no campeonato, acumulando 138 pontos e sendo o melhor piloto da ART do ano.

### Fórmula 2

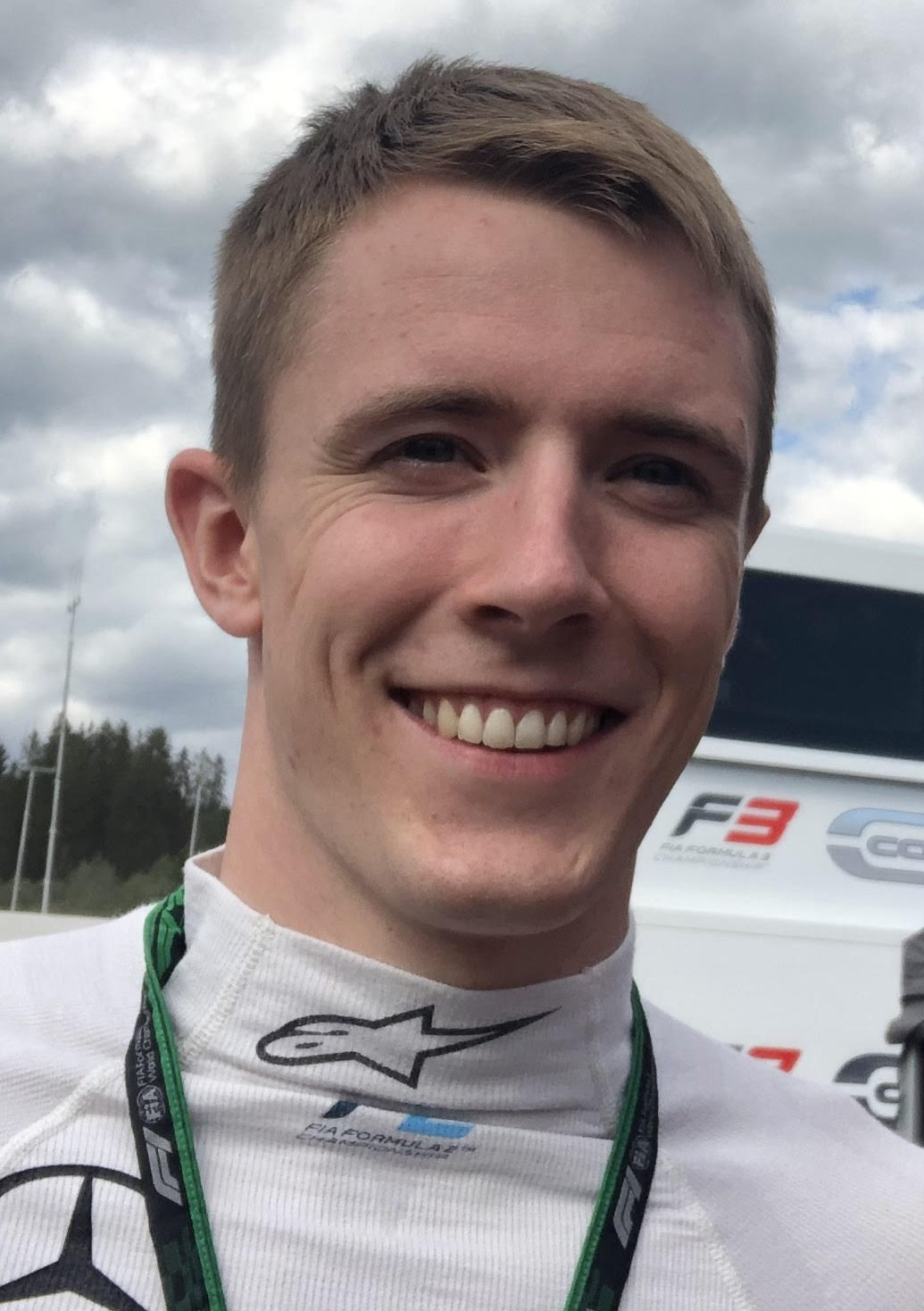
Vesti em 2022

Em 21 de janeiro de 2022, foi anunciado que Vesti disputaria o Campeonato de Fórmula 2 da FIA de 2022 com a equipe ART Grand Prix, sendo companheiro de Théo Pourchaire. Vesti venceu apenas na corrida curta de Bacu, fazendo mais quatro pódios e uma pole na Áustria. Ele foi o nono colocado, com 117 pontos, fazendo 47 a menos que Pourchaire, o vice-campeão.

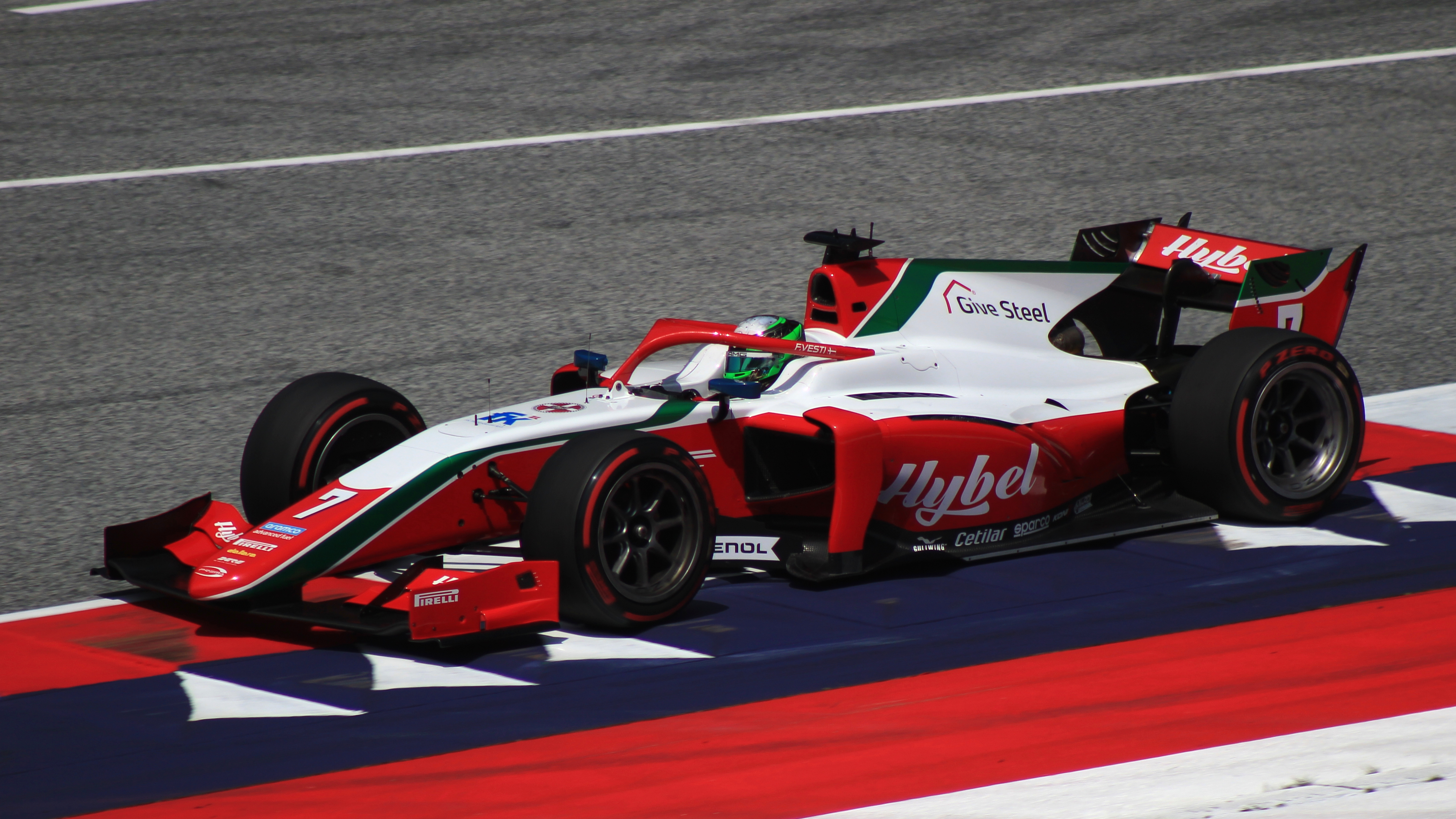
Vesti na Áustria em 2023

Em 21 de novembro de 2022, foi confirmado sua contratação pela equipe Prema Racing para a disputa da temporada de 2023. Seu companheiro de equipe foi o britânico Oliver Bearman, que fazia sua estreia na F2. Vesti chegou como um dos favoritos ao título e teve seis vitórias, sendo o maior vencedor da temporada, e ainda fez mais quatro pódios, somando 192 pontos, mas perdeu o título para Pourchaire, mesmo com o francês tendo apenas uma vitória em 2023, porque o piloto da ART fez mais nove pódios no ano, superando Vesti por onze pontos.

### Corridas de carros esportivos

#### ELMS

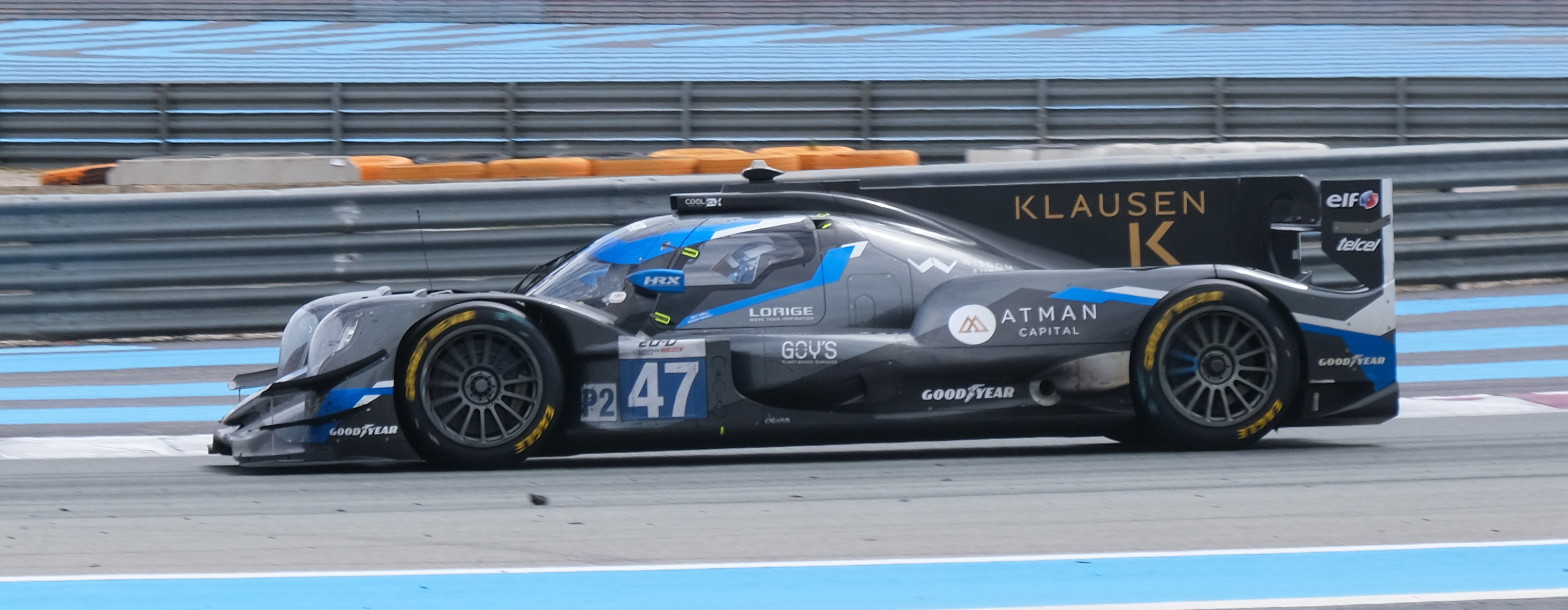
O Oreca 07 que Vesti pilotou nas 6 Horas de Le Castellet de 2024

Em janeiro de 2024, foi anunciado que Vesti faria sua estreia nas corridas de carros esportivos na European Le Mans Series para a temporada de 2024, correndo na classe LMP2 ao lado de Alex García e Ferdinand Habsburg na equipe Cool Racing. O trio conseguiu dois pódios: o segundo lugar nas 6 Horas de Le Castellet e o terceiro lugar nas 4 Horas de Portimão, terminando o campeonato em nono lugar, com 34 pontos.

#### 24 Horas de Le Mans
Vesti fez sua primeira participação nas 24 Horas de Le Mans na edição de 2024, pela equipe Cool Racing juntamente com o britânico Matt Bell e o estadunidense Naveen Rao na classe LMP2. O trio foi o 24º na classificação geral, o 10º na LMP2 e o 5º na LMP2 Pro Am.

#### IMSA
Em novembro de 2024, foi anunciado que Vesti competiria na IMSA SportsCar em 2025 pela equipe Whelen Cadillac Racing, pilotando um Cadillac V-Series.R de número 31 com o neozelandês Earl Bamber e o britânico Jack Aitken. Para as 24 Horas de Daytona, Vesti e seu trio tiveram a companhia do brasileiro Felipe Drugovich. Nessa prova, o grupo chegou a liderar, contudo, vários problemas, que incluíram uma batida do próprio Vesti, rebaixaram o carro para a nona colocação. Nas 12 Horas de Sebring, Vesti colocou seu Cadillac na liderança, mas acabou em quarto lugar.

### Fórmula 1

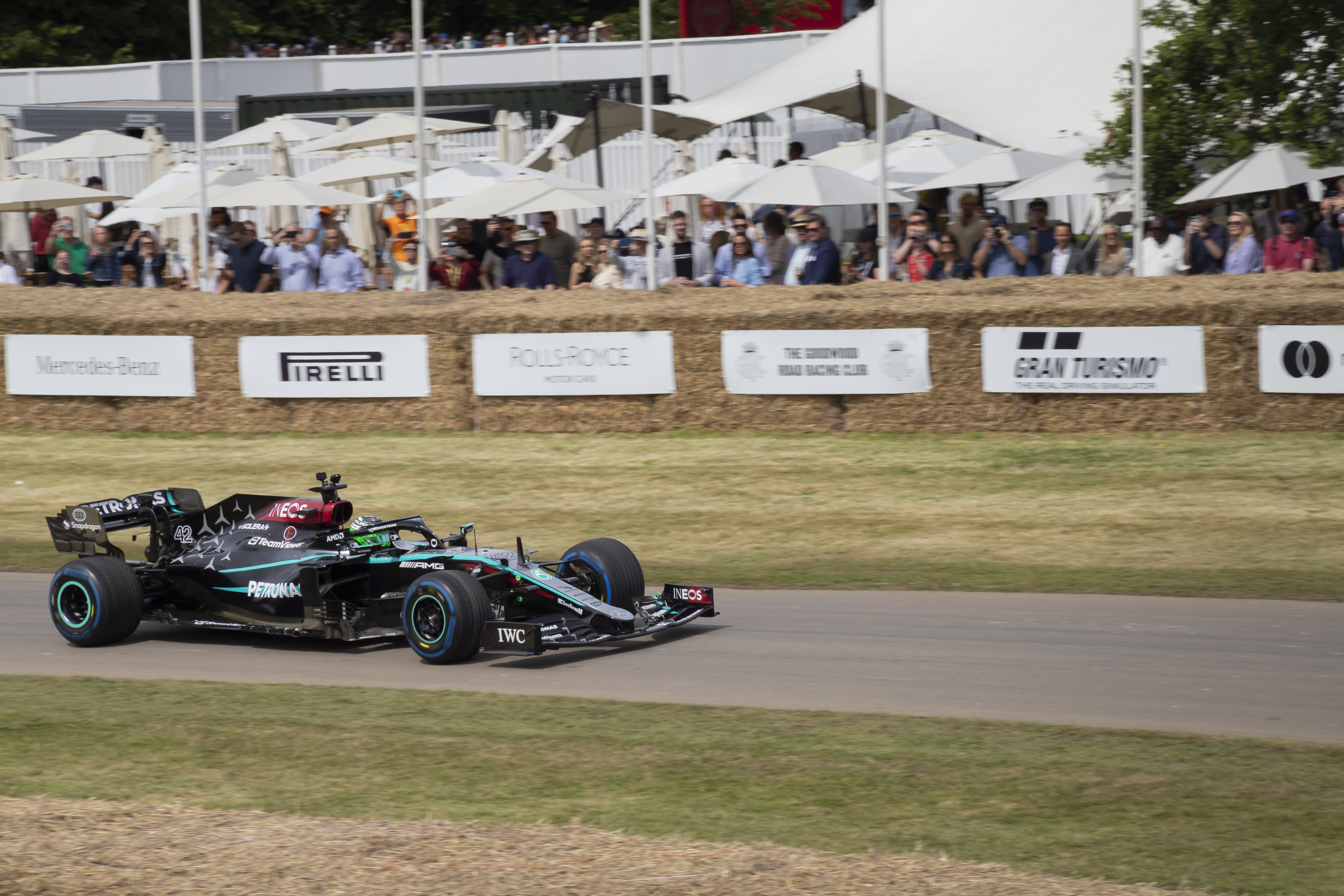
Vesti pilotando o Mercedes W12 no festival de Goodwood em 2024

Em 19 de janeiro de 2021, Vesti foi anunciado como piloto membro da Mercedes Junior Team.
Em 2022, Vesti pilotou para a Mercedes durante o teste de jovens pilotos da Fórmula 1 realizado em Abu Dabi no circuito de Yas Marina. No geral, Vesti completou 124 voltas ao redor do circuito, bom o suficiente para ser apenas o 22º mais rápido.
Vesti participou de sua primeira sessão de treino livre no Grande Prêmio da Cidade do México de 2023. Ele completou 26 voltas e foi classificado em 19º lugar. Ele novamente pilotou para a Mercedes durante o treino livre 1 no Grande Prêmio de Abu Dabi. Ele também pilotou para a equipe durante o teste dos jovens pilotos, definindo o terceiro tempo mais rápido.
Em fevereiro de 2024, a Mercedes anunciou Vesti como piloto reserva ao lado de Mick Schumacher para a temporada de 2024.
Em abril de 2025, a Mercedes anunciou que Vesti fará a primeira sessão de treinos livres do Grande Prêmio do Barém no lugar de George Russell.

### Fórmula E
Em 2024, Vesti participou da sessão de testes de novatos de Berlim pela Mahindra Racing, sendo o terceiro na sessão da manhã e o sétimo na sessão da tarde.

## Vida Pessoal
Frederik Vesti é filho de Vivian Vesti Stamm e de Peter Vesti, dono da loja de carros Vesti El Biler, piloto de rali e entusiasta do automobilismo. Seus pais são divorciados, mesmo assim, apoiam Frederik, com Peter chegando a vender uma fazenda para financiar a carreira do filho. Ele tem dois meios-irmãos por parte de mãe chamados Emil e Mathias. Frederik cresceu em Filskov e se formou na Filskov Friskole. Em 2023, ele viveu em Oxford, dividindo um apartamento com Olli Caldwell.

## Resultados

### Resumo da carreira
| Temporada | Categoria                               | Equipe                           | Corridas                 | Vitórias                 | Poles                    | V.M.R.                   | Pódios                   | Pontos                   | Pos.                     |
| --------- | --------------------------------------- | -------------------------------- | ------------------------ | ------------------------ | ------------------------ | ------------------------ | ------------------------ | ------------------------ | ------------------------ |
| 2016      | Fórmula Ford Dinamarca                  | Vesti Höyer Motorsport           | 20                       | 2                        | 0                        | 1                        | 8                        | 254                      | 4º                       |
| 2017      | ADAC Fórmula 4                          | Van Amersfoort Racing            | 21                       | 1                        | 0                        | 2                        | 3                        | 113                      | 7º                       |
| 2017      | Fórmula 4 Dinamarquesa                  | Vesti Motorsport                 | 15                       | 8                        | 5                        | 4                        | 15                       | 320                      | 2º                       |
| 2017      | Fórmula 4 Estadunidense                 | Global Racing Group              | 2                        | 0                        | 0                        | 0                        | 0                        | 1                        | 29º                      |
| 2018      | ADAC Fórmula 4                          | Van Amersfoort Racing            | 21                       | 2                        | 1                        | 3                        | 8                        | 211                      | 4º                       |
| 2018      | Fórmula 4 Italiana                      | Van Amersfoort Racing            | 3                        | 2                        | 1                        | 1                        | 3                        | 68                       | 10º                      |
| 2018      | Fórmula 3 Europeia                      | Van Amersfoort Racing            | 3                        | 0                        | 0                        | 0                        | 0                        | 0                        | NC†                      |
| 2018      | Grande Prêmio de Macau                  | Van Amersfoort Racing            | 1                        | 0                        | 0                        | 0                        | 0                        | N/D                      | 15º                      |
| 2019      | Fórmula Regional Europeia               | Prema Powerteam                  | 24                       | 13                       | 10                       | 9                        | 20                       | 467                      | 1º                       |
| 2019      | Grande Prêmio de Macau                  | SJM Prema Theodore Racing        | 1                        | 0                        | 0                        | 0                        | 0                        | N/D                      | 10º                      |
| 2020      | Fórmula 3                               | Prema Racing                     | 18                       | 3                        | 1                        | 3                        | 4                        | 146,5                    | 4º                       |
| 2021      | Fórmula 3                               | ART Grand Prix                   | 20                       | 1                        | 1                        | 0                        | 5                        | 138                      | 4º                       |
| 2022      | Fórmula 2                               | ART Grand Prix                   | 28                       | 1                        | 1                        | 1                        | 5                        | 117                      | 9º                       |
| 2023      | Fórmula 2                               | Prema Racing                     | 25                       | 6                        | 1                        | 1                        | 10                       | 192                      | 2º                       |
| 2023      | Fórmula 1                               | Mercedes-AMG Petronas F1 Team    | Piloto de testes         | Piloto de testes         | Piloto de testes         | Piloto de testes         | Piloto de testes         | Piloto de testes         | Piloto de testes         |
| 2024      | European Le Mans Series - LMP2          | Cool Racing                      | 6                        | 0                        | 0                        | 0                        | 2                        | 34                       | 9º                       |
| 2024      | 24 Horas de Le Mans - LMP2              | Cool Racing                      | 1                        | 0                        | 0                        | 0                        | 0                        | N/A                      | 10º                      |
| 2024      | GT World Challenge Europe Endurance Cup | Mercedes-AMG Team GruppeM Racing | 1                        | 0                        | 0                        | 0                        | 0                        | 0                        | NC*                      |
| 2024      | IMSA SportsCar - LMP2                   | Tower Motorsports                | 1                        | 0                        | 0                        | 0                        | 0                        | 281                      | 43º                      |
| 2024      | Fórmula 1                               | Mercedes-AMG Petronas F1 Team    | Piloto reserva           | Piloto reserva           | Piloto reserva           | Piloto reserva           | Piloto reserva           | Piloto reserva           | Piloto reserva           |
| 2025      | IMSA SportsCar - GTP                    | Whelen Cadillac Racing           | 2                        | 0                        | 0                        | 0                        | 0                        | 546*                     | 6º*                      |
| 2025      | Fórmula 1                               | Mercedes-AMG Petronas F1 Team    | Piloto de testes/reserva | Piloto de testes/reserva | Piloto de testes/reserva | Piloto de testes/reserva | Piloto de testes/reserva | Piloto de testes/reserva | Piloto de testes/reserva |

† Como Vesti era um piloto convidado, ele não estava qualificado para marcar pontos.
* Temporada ainda em andamento.